# Романув (гміна Соснувка)
Романув (пол. Romanów) — село в Польщі, у гміні Соснувка Більського повіту Люблінського воєводства. Населення — 149 осіб (2011).

## Історія
За даними етнографічної експедиції 1869—1870 років під керівництвом Павла Чубинського, населення села порівну становили українськомовні греко-католики та польськомовні римо-католики.
У 1975—1998 роках село належало до Білопідляського воєводства.

## Демографія
Демографічна структура станом на 31 березня 2011 року:
|          | Загалом | Допрацездатний вік | Працездатний вік | Постпрацездатний вік |
| -------- | ------- | ------------------ | ---------------- | -------------------- |
| Чоловіки | 63      | 12                 | 40               | 11                   |
| Жінки    | 86      | 18                 | 42               | 26                   |
| Разом    | 149     | 30                 | 82               | 37                   |